# Liste der Naturdenkmale in Sulzbach (Taunus)
Die Liste der Naturdenkmale in Sulzbach (Taunus) nennt die im Gebiet der Gemeinde Sulzbach (Taunus) im Main-Taunus-Kreis in Hessen gelegenen Naturdenkmale.
| Bild | Bezeichnung                                | Ortsteil, Lage                                               | Beschreibung | Art        | Nr. |
| ---- | ------------------------------------------ | ------------------------------------------------------------ | --- | ---------- | --- |
| BW   | Kastanie in Sulzbach                       | Sulzbach 50° 7′ 45,2″ N, 8° 32′ 28″ O                        | Auch Kastanie an der Christiansmühle genannt. Der Stamm der Kastanie ist stark ausgehöhlt und wird durch mehrere Gewindestäbe gesichert. Als Denkmal 2016 aufgehoben, auf 7 m Höhe eingekürzt. | Einzelbaum | 19  |
| BW   | 4 Rosskastanien und 2 Platanen in Sulzbach | Sulzbach, Cretzschmarstraße 6a 50° 8′ 7,1″ N, 8° 31′ 32,5″ O | Große, weithin sichtbare Baumgruppe, die den zur Straße hin offenen Platz begrenzt und gestaltet. Sachgesamtheit Frankfurter Hof, südwestlich des Herrenhauses.                                | Baumgruppe | 44  |

## Belege
1. ↑  
Naturdenkmale im Main-Taunus-Kreis (Stand September 2014). (pdf; 18,8 MB) in Umweltbericht Main-Taunus-Kreis 2014. Main-Taunus-Kreis; Der Kreisausschuss; Amt für Bauen und Umwelt, September 2014, S. 30–32, archiviert vom Original (nicht mehr online verfügbar) am 21. April 2016; abgerufen am 17. April 2016.
2. ↑  
Naturdenkmale in Hessen. (pdf; 405 kB) Anlage zu Kleine Anfrage der Abg. Ursula Hammann (BÜNDNIS 90/DIE GRÜNEN) vom 15.04.2011 betreffend Biotopverbund Teil 2 und Antwort der Ministerin für Umwelt, Energie, Landwirtschaft und Verbraucherschutz. Hessischer Landtag, 22. Juni 2011, S. 39–43, abgerufen am 4. Februar 2016.
3. ↑  
Walter Mirwald: Kastanie kann bleiben. www.fnp.de, 27. Juli 2016, abgerufen am 6. Februar 2022.
4. ↑  
Kastanie an der Christiansmühle in Sulzbach. www.baumkunde.de, abgerufen am 6. Februar 2022.
5. ↑  
Frankfurter Hof. denkxweb.denkmalpflege-hessen.de, abgerufen am 6. Februar 2022.

- Karte mit allen Koordinaten:
- OSM |
- WikiMap